# Berufsgenossenschaftliche Kliniken Bergmannstrost Halle
Le Berufsgenossenschaftliche Kliniken Bergmannstrost Halle, Saxe-Anhalt est un centre hospitalier universitaire allemand.

## Histoire
À la fin du XIXe siècle, ingénieur des mines, Bernhard Leopold a entrepris la construction de l'hôpital Bergmannstrost pour la protection de la santé en cas d'accident et de maladie des mineurs de ces régions. 
Le bâtiment est un monument culturel.

## Départements
| Cliniques / Les domaines de spécialité / Centres / Départements             | beds   | Leaders               |
| --------------------------------------------------------------------------- | ------ | --------------------- |
| Clinique de traumatologie et de chirurgie reconstructive                    | 108    | Prof. Dr Hofmann      |
| Centre de traumatisme médullaire et Clinic de Orthopédie                    | 60     | Dr med. Klaus Röhl    |
| Clinique de Chirurgie plastique et Chirurgie de la Main, Centre de brûlures | 36 + 8 | PD Dr med. Steen      |
| Clinique de chirurgie générale et Chirurgie viscérale                       | 36     | Dr med. Zaage         |
| Clinique de Neurochirurgie                                                  | 36     | Prof. Dr med. Meisel  |
| Clinique de Neurologie                                                      | 36     | PD Dr med. Wohlfahrt  |
| Clinique de interdisciplinaire early réhabilitation                         | 40     | PD Dr med. Wohlfahrt  |
| Clinique de imagerie médicale and interventional radiology                  | -      | Dr med. Braunschweig  |
| Department de l'anesthésiologie, Réanimation et Médecine d'urgence          | 20     | PD Dr med. Stuttmann  |
| Clinique médicale                                                           | 72     | PD Dr med. Barth      |
| Département de psychologie médicale 1                                       | -      | Dr Utz Ullmann        |
| Services sociaux                                                            | -      |                       |
| Pastorale de la Santé                                                       | -      |                       |
| Polyclinique                                                                | -      | Dr jur. Hubert Erhard |

1 Aide à la  l'adaptation de l'individu à la nouvelle situation, comprenant la prise en charge de la douleur, thérapie de dépression réactive ou Trouble de stress post-traumatique sont au cœur des travaux du Département de psychologie médicale en coopération avec toutes les cliniques et les départements. Une partie du spectre d'activité est également accompagnement pour parenté et les médical personnel.

## Directeurs de l'hôpital
- 1894-1920 Maximilian Oberst
- 1920-1933 Sanitätsrat Herrmann Zimmermann
- 1933-1945 Johannes Volkmann
- 1945-1947 Hôpital de l'Armée Rouge
- 1947-1969 Johannes Schulz
- 1969-1994 ...
- 1994-1997 Axel Ekkernkamp (provisoire)
- 1997- ..... Professor Dr Dr Gunther O. Hofmann